# МАЗ-5335
МАЗ-5335 (4х2) — вантажний автомобіль, що випускався Мінським автомобільним заводом з 1977 року.
Кузов — цільнометалева платформа з трьома відкриваючими бортами.
Кабіна — двомісна з спальним місцем, цільнометалева, знаходиться над двигуном.

## Опис

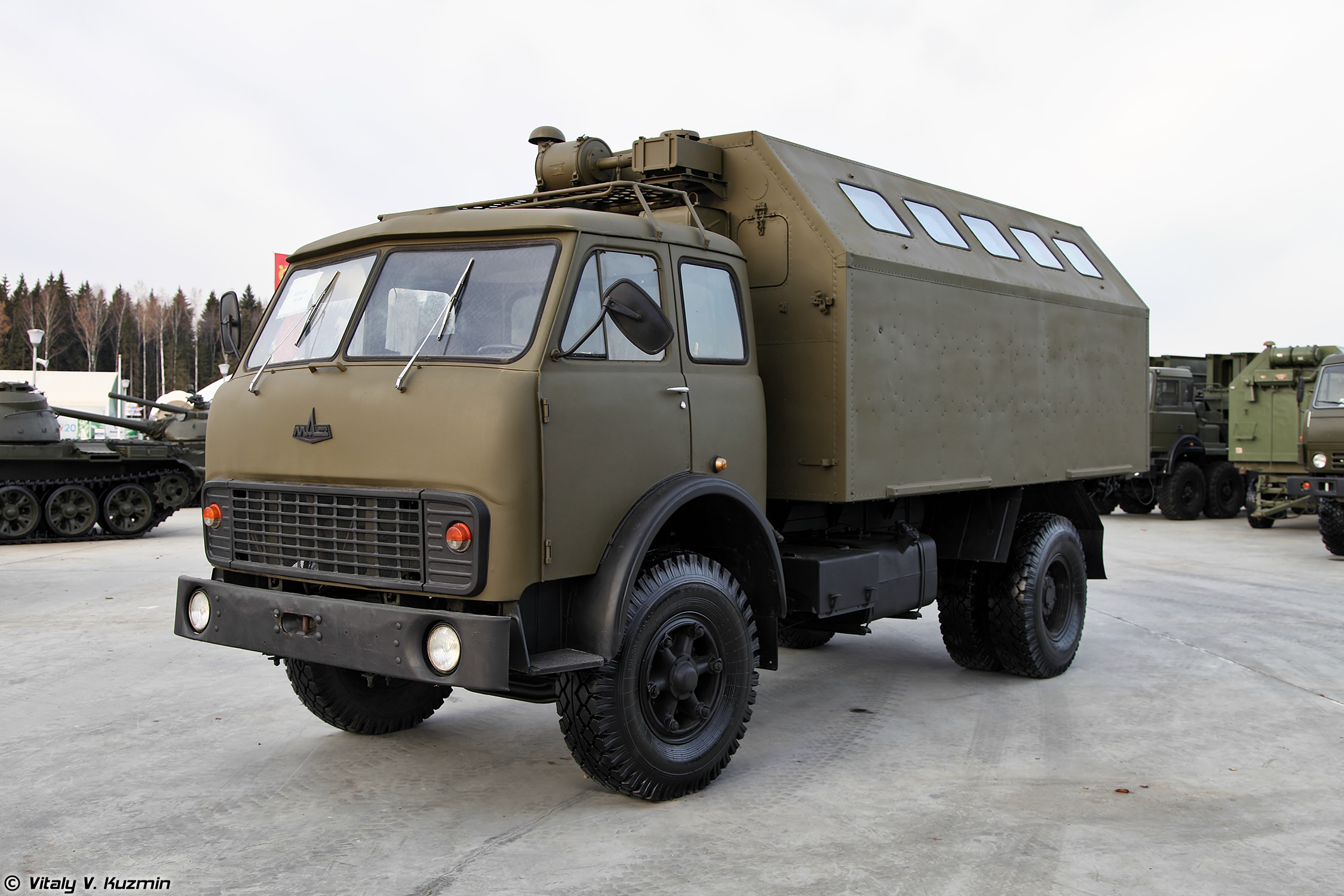
МАЗ-5334

У 1977 році з конвеєра МАЗа почали сходити модернізовані автомобілі сімейства МАЗ-5335: бортові автомобілі МАЗ-5335 і МАЗ-516Б, автомобілі-самоскиди МАЗ-5549, сідлові тягачі МАЗ-5429 і МАЗ-5430.
Модернізовані автомобілі отримали нові позначення відповідно до чинної на той момент галузевої норми. На нових МАЗах фари головного світла були переміщені на передній бампер. Це відповідало вимогам стандарту по розміщенню світлотехніки на вантажівках. Була поставлена нова декоративна решітка радіатора.
Автомобілі комплектувались дизельними двигунами ЯМЗ-236 V6 об'ємом 11,15 л потужністю 180 к.с. і 5-ст. механічною коробкою передач.
У 1978 році на МАЗі почалося виробництво автомобіля МАЗ-5336. Але автомобілі сімейства МАЗ-5335 залишалися на конвеєрі до 1990 року.

## Модифікації

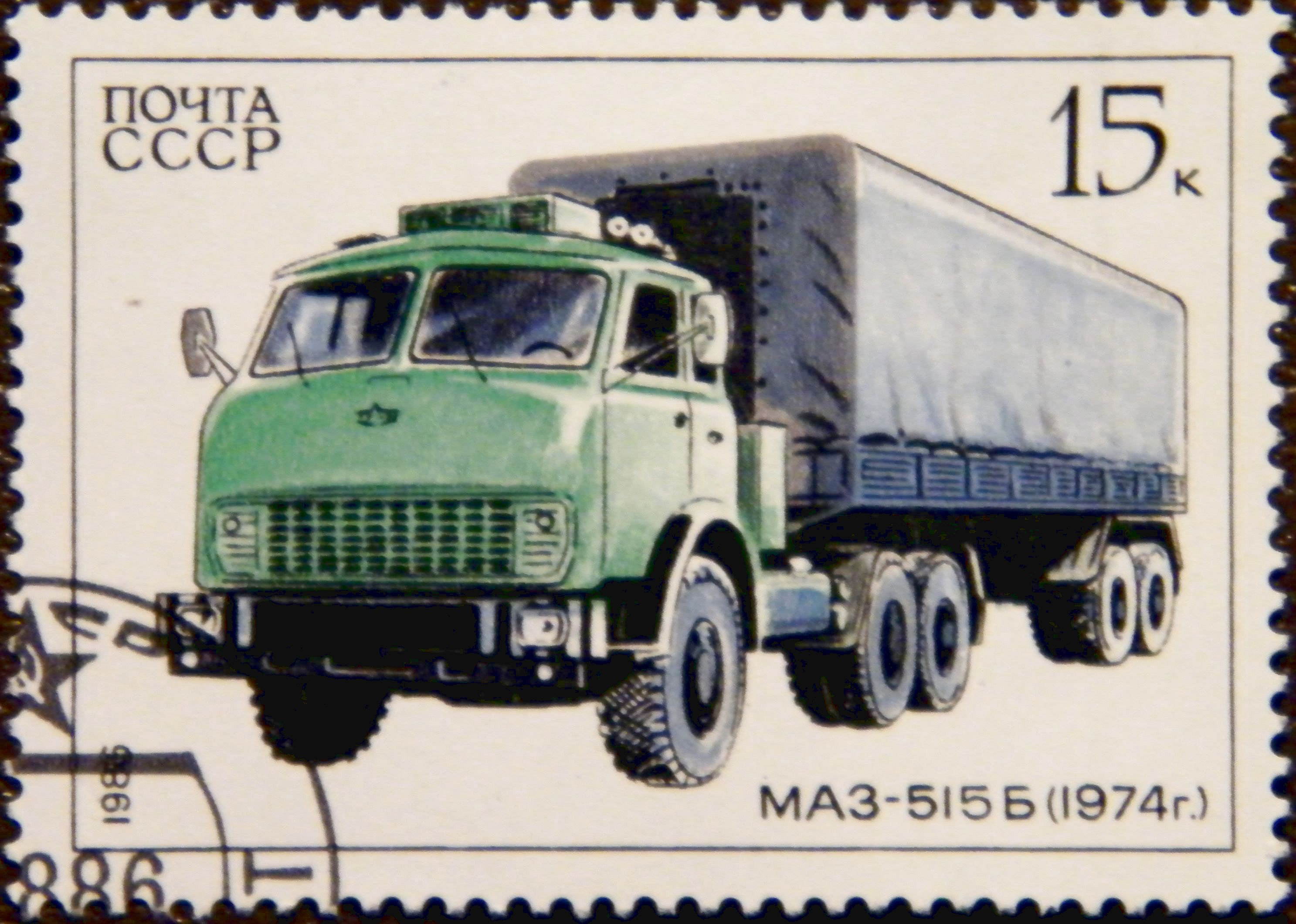
МАЗ-5335 (1977–1990) — бортовий автомобіль. Базова модель сімейства.
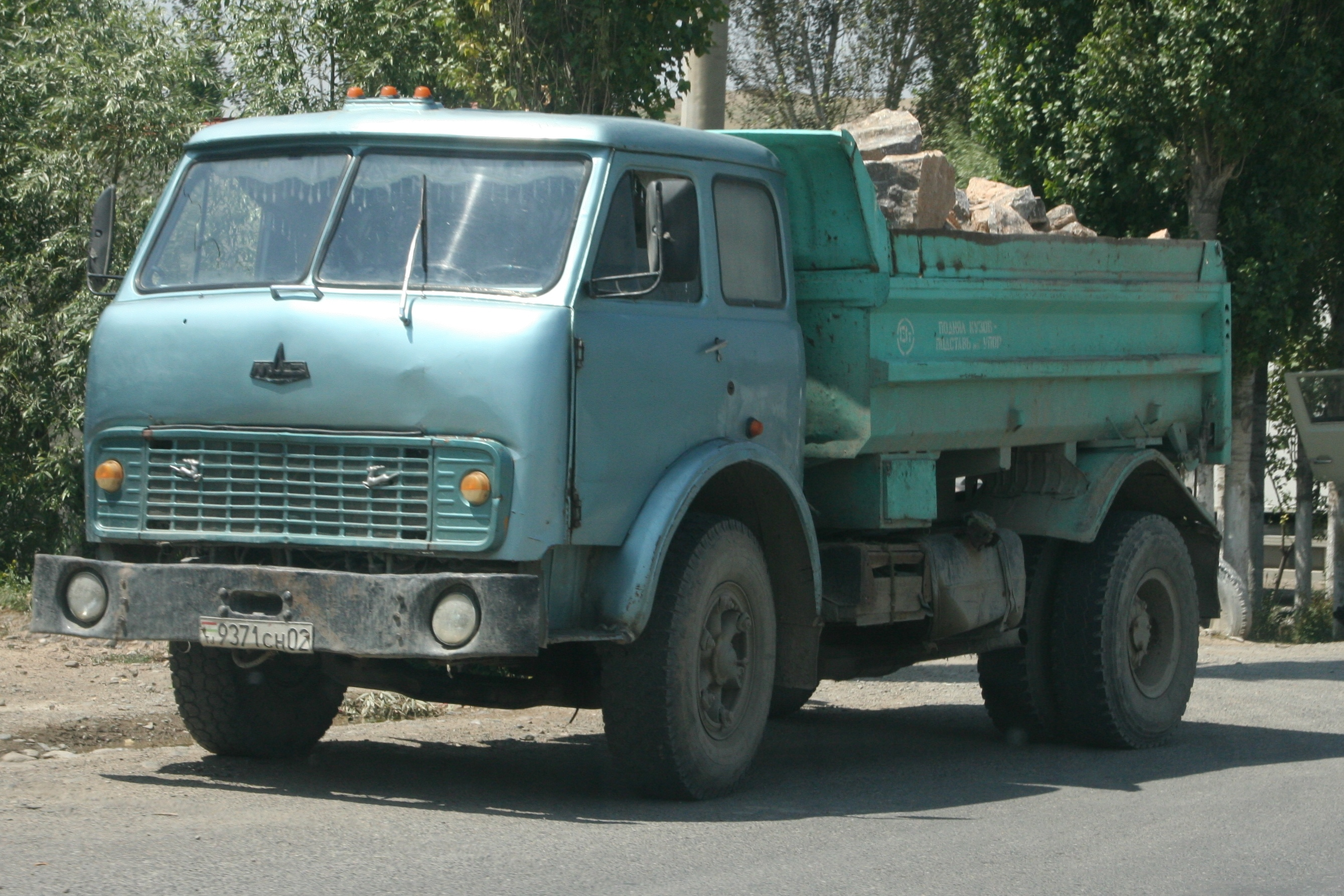
МАЗ-5334 (1977–1990) — шасі базового МАЗ-5335, призначене під комплектацію кузовами і надбудовами спеціального призначення.
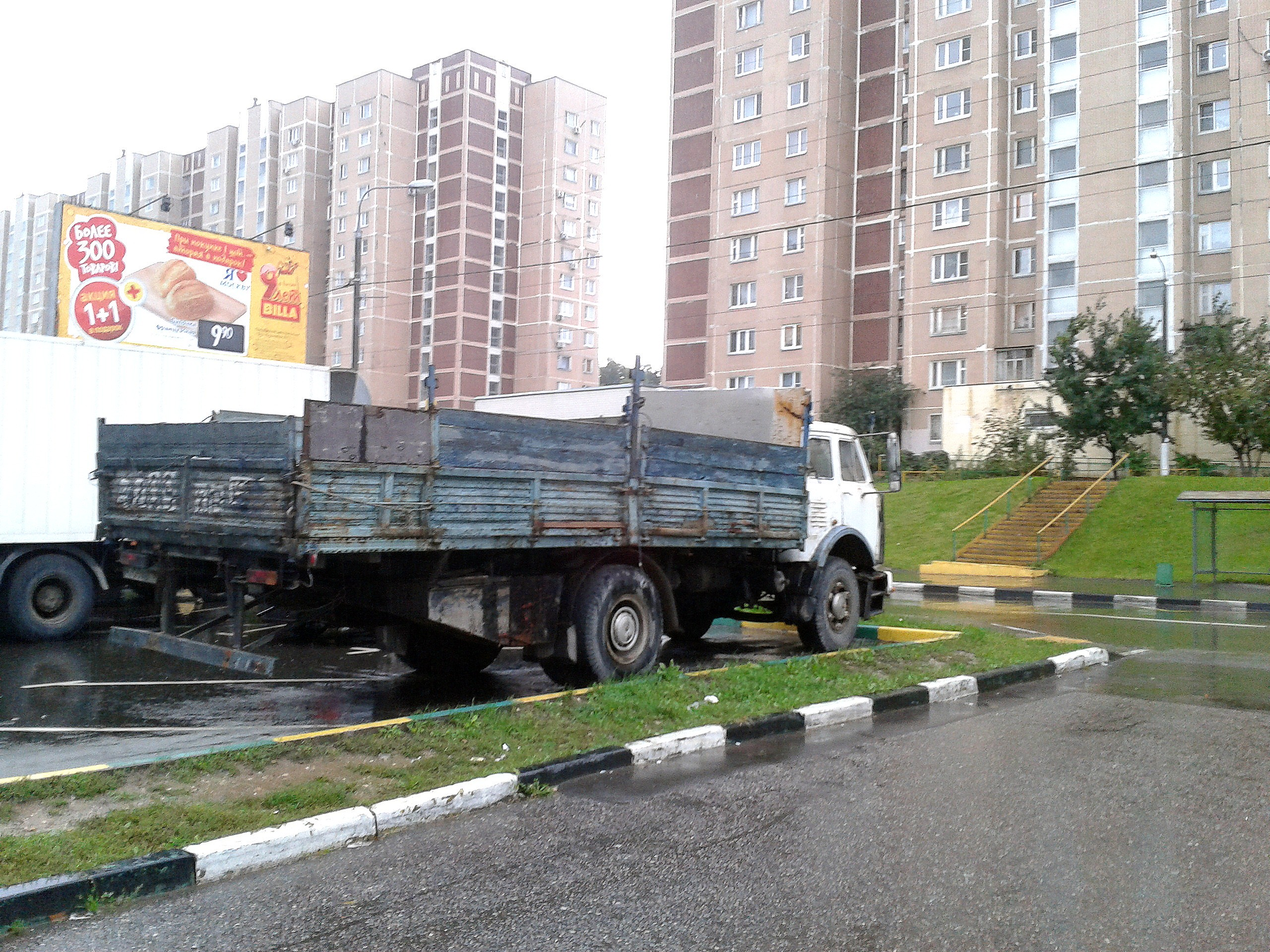
МАЗ-53352 (1977–1990) — на відміну від базової моделі «5335», мав небагато подовжену базу (до 5000 мм) і збільшену до 8400 кг вантажопідйомність, а також комплектувався двигуном більшої потужності ЯМЗ-238Е. Крім того, машина оснащувалася новою 8-ступінчастою коробкою передач.
- МАЗ-516Б (1977–1990) — тривісний вантажний автомобіль з підйомною третьою віссю. Оснащувався двигуном ЯМЗ-238Н (300 к.с.)
- МАЗ-5549 (1977–1990) — автомобіль-самоскид. Подальший розвиток моделі МАЗ-503А.
- МАЗ-5429 (1977–1990) — сідловий тягач. Подальший розвиток моделі МАЗ-504А.
- МАЗ-509А (1978–1990) — лісовоз на базі автомобіля МАЗ-5335.

- МАЗ-515Б
- МАЗ-5549
- МАЗ-53352

## Технічні характеристики
| Параметр                                                      | Параметр                                                    | Характеристика                                                               | Характеристика                                                               |
| ------------------------------------------------------------- | ----------------------------------------------------------- | ---------------------------------------------------------------------------- | ---------------------------------------------------------------------------- |
| Вантажопідйомність, кг                                        | Вантажопідйомність, кг                                      | 8000                                                                         | 8000                                                                         |
| Власна маса, кг                                               | на передню вісь                                             | 3425                                                                         | 6725                                                                         |
| Власна маса, кг                                               | на задню вісь                                               | 3300                                                                         | 6725                                                                         |
| Допустима маса причепа на буксирі, кг                         | Допустима маса причепа на буксирі, кг                       | 12000                                                                        | 12000                                                                        |
| Повна маса, кг                                                | на передню вісь                                             | 4950                                                                         | 14950                                                                        |
| Повна маса, кг                                                | на задню вісь                                               | 10000                                                                        | 14950                                                                        |
| Дорожні просвіти, мм                                          | під передньою віссю                                         | 270                                                                          | 270                                                                          |
| Дорожні просвіти, мм                                          | під задньою віссю                                           | 270                                                                          | 270                                                                          |
| Радіус повороту, м                                            | по осі сліду зовнішнього переднього колеса                  | 8,5                                                                          | 8,5                                                                          |
| Радіус повороту, м                                            | зовнішній габаритний                                        | 9,5                                                                          | 9,5                                                                          |
| Максимальна швидкість, км/год                                 | Максимальна швидкість, км/год                               | 85                                                                           | 85                                                                           |
| Гальмівний шлях зі швидкості 40 км/год, м                     | Гальмівний шлях зі швидкості 40 км/год, м                   | 18                                                                           | 18                                                                           |
| Контрольна витрата палива при швидкості 40 км/год, л/100 км   | Контрольна витрата палива при швидкості 40 км/год, л/100 км | 22                                                                           | 22                                                                           |
| Двигун                                                        | Двигун                                                      | ЯМЗ-236, дизельний, чотиритактний, шестициліндровий, V-подібний              | ЯМЗ-236, дизельний, чотиритактний, шестициліндровий, V-подібний              |
| Діаметр циліндра і хід поршня, мм                             | Діаметр циліндра і хід поршня, мм                           | 130 × 130                                                                    | 130 × 130                                                                    |
| Робочий об'єм, л                                              | Робочий об'єм, л                                            | 11,15                                                                        | 11,15                                                                        |
| Ступінь стиснення                                             | Ступінь стиснення                                           | 16,5                                                                         | 16,5                                                                         |
| Порядок роботи циліндрів                                      | Порядок роботи циліндрів                                    | 1-4-2-5-3-6                                                                  | 1-4-2-5-3-6                                                                  |
| Максимальна потужність, к. с.                                 | Максимальна потужність, к. с.                               | 180 при 2100 об/хв                                                           | 180 при 2100 об/хв                                                           |
| Максимальний крутний момент, кгс·м                            | Максимальний крутний момент, кгс·м                          | 68 при 1500 об/хв                                                            | 68 при 1500 об/хв                                                            |
| ПНВТ                                                          | ПНВТ                                                        | шестиплужерний                                                               | шестиплужерний                                                               |
| Форсунки                                                      | Форсунки                                                    | закритого типу                                                               | закритого типу                                                               |
| Електрообладнання                                             | Електрообладнання                                           | 24 В                                                                         | 24 В                                                                         |
| Акумуляторна батарея                                          | Акумуляторна батарея                                        | 6СТ-182, 2 шт.                                                               | 6СТ-182, 2 шт.                                                               |
| Генератор                                                     | Генератор                                                   | Г271-А                                                                       | Г271-А                                                                       |
| Реле-регулятор                                                | Реле-регулятор                                              | РР127                                                                        | РР127                                                                        |
| Стартер                                                       | Стартер                                                     | СТ103                                                                        | СТ103                                                                        |
| Зчеплення                                                     | Зчеплення                                                   | дводискове сухе                                                              | дводискове сухе                                                              |
| Коробка передач                                               | Коробка передач                                             | п'ятиступенева з синхронізаторами на II, III, IV, V передачах                | п'ятиступенева з синхронізаторами на II, III, IV, V передачах                |
| Головна передача                                              | Головна передача                                            | подвійна: конічна пара з спіральними зубцями і колісні редуктори             | подвійна: конічна пара з спіральними зубцями і колісні редуктори             |
| Передавальні числа                                            | коробки передач                                             | І — 5,26; ІІ — 2,90; ІІІ — 1,52; IV — 1,00; З. Х. — 5,48                     | І — 5,26; ІІ — 2,90; ІІІ — 1,52; IV — 1,00; З. Х. — 5,48                     |
| Передавальні числа                                            | центральної передачі                                        | 7,73                                                                         | 7,73                                                                         |
| Рульовий механізм                                             | Рульовий механізм                                           | гвинт і гайка, з гідропідсилювачем, передаточне число 23,6                   | гвинт і гайка, з гідропідсилювачем, передаточне число 23,6                   |
| Підвіска                                                      | передня                                                     | на поздовжніх напівеліптичних ресорах, амартизатори гідравлічні телескопічні | на поздовжніх напівеліптичних ресорах, амартизатори гідравлічні телескопічні |
| Підвіска                                                      | задня                                                       | на поздовжніх напівеліптичних ресорах з додатковим приводом                  | на поздовжніх напівеліптичних ресорах з додатковим приводом                  |
| Гальма                                                        | робочі                                                      | барабанні на всі колеса з роздільним пневматичним приводом                   | барабанні на всі колеса з роздільним пневматичним приводом                   |
| Гальма                                                        | стоянникові                                                 | барабанні на трансмісії з механічним приводом                                | барабанні на трансмісії з механічним приводом                                |
| Гальма                                                        | допоміжні                                                   | двигунні                                                                     | двигунні                                                                     |
| Кількість коліс                                               | Кількість коліс                                             | 6+1                                                                          | 6+1                                                                          |
| Розмір шин                                                    | Розмір шин                                                  | 300-508 (11,00-20)                                                           | 300-508 (11,00-20)                                                           |
| Тиск повітря у шинах, кгс/см²                                 | передніх                                                    | 6,0                                                                          | 6,0                                                                          |
| Тиск повітря у шинах, кгс/см²                                 | задніх                                                      | 6,75                                                                         | 6,75                                                                         |
| Заправні об'єми, л, та рекомендовані експлуатаційні матеріали | паливний бак                                                | 200 — дизельне паливо                                                        | 200 — дизельне паливо                                                        |
| Заправні об'єми, л, та рекомендовані експлуатаційні матеріали | система охолодження двигуна                                 | 30 — вода або антифриз                                                       | 30 — вода або антифриз                                                       |
| Заправні об'єми, л, та рекомендовані експлуатаційні матеріали | система змащення двигуна                                    | 24 — мастило М10В або М10В2 — влітку, М8В або ДС — 8-взимку                  | 24 — мастило М10В або М10В2 — влітку, М8В або ДС — 8-взимку                  |
| Заправні об'єми, л, та рекомендовані експлуатаційні матеріали | картер коробки передач                                      | 5,5 — влітку мастило МК-22, взимку — МС-14 або ТС-14,5 з присадкою ЭФО       | 5,5 — влітку мастило МК-22, взимку — МС-14 або ТС-14,5 з присадкою ЭФО       |
| Заправні об'єми, л, та рекомендовані експлуатаційні матеріали | картер рульового механізму                                  | 1,2 — мастило МТ-16п або ТС-14,5 з присадкою ЭФО                             | 1,2 — мастило МТ-16п або ТС-14,5 з присадкою ЭФО                             |
| Заправні об'єми, л, та рекомендовані експлуатаційні матеріали | картер ведучого моста                                       | 11,5 — мастило ТСп-14 або ТАп-15В                                            | 11,5 — мастило ТСп-14 або ТАп-15В                                            |
| Заправні об'єми, л, та рекомендовані експлуатаційні матеріали | картер колісних передач                                     | 3,0 — мастило ТСп-14 або ТАп-15В                                             | 3,0 — мастило ТСп-14 або ТАп-15В                                             |
| Заправні об'єми, л, та рекомендовані експлуатаційні матеріали | повітряний фільтр                                           | сухий із змінним бумажним елементом                                          | сухий із змінним бумажним елементом                                          |
| Заправні об'єми, л, та рекомендовані експлуатаційні матеріали | система гідропідсилювача рульового керування                | 4,0 — мастило марки Р                                                        | 4,0 — мастило марки Р                                                        |
| Заправні об'єми, л, та рекомендовані експлуатаційні матеріали | амартизатори                                                | два по 0,85 — мастило веретенне АУ                                           | два по 0,85 — мастило веретенне АУ                                           |
| Маса агрегатів, кг                                            | двигун з обладнанням і зчепленням                           | 980                                                                          | 980                                                                          |
| Маса агрегатів, кг                                            | коробка передач                                             | 215                                                                          | 215                                                                          |
| Маса агрегатів, кг                                            | карданні вали                                               | 41                                                                           | 41                                                                           |
| Маса агрегатів, кг                                            | передній міст                                               | 345                                                                          | 345                                                                          |
| Маса агрегатів, кг                                            | задній міст                                                 | 825                                                                          | 825                                                                          |
| Маса агрегатів, кг                                            | рама                                                        | 537                                                                          | 537                                                                          |
| Маса агрегатів, кг                                            | кузов                                                       | 823                                                                          | 823                                                                          |
| Маса агрегатів, кг                                            | кабіна                                                      | 560                                                                          | 560                                                                          |
| Маса агрегатів, кг                                            | колесо в зборі з шиною                                      | 120                                                                          | 120                                                                          |
| Маса агрегатів, кг                                            | радіатор                                                    | 24,5                                                                         | 24,5                                                                         |